# .mh
.mh je vrhovna internetska domena za Maršalove otoke. 

## Vanjske poveznice
- IANA .mh whois informacija  Arhivirana inačica izvorne stranice od 3. prosinca 2008. (Wayback Machine)